# Ulrich Kleemann
Ulrich Kleemann (Langensalza, 23 marzo 1892 – Oberursel, 1º gennaio 1963) è stato un generale tedesco della Wehrmacht durante la seconda guerra mondiale, nella quale fu decorato con la Croce di Cavaliere della Croce di Ferro, fu comandante della 90. leichte Afrika-Division in Nordafrica dal 10 aprile al 13 luglio 1942 e dal 10 agosto al 1º novembre 1942.

## Biografia
Durante la Campagna del Dodecaneso fu comandante della Sturm-Division Rhodos, che forte di 7500 uomini guidò l'attacco tedesco alla guarnigione italiana sull'isola di Rodi. La sua unità ebbe ragione sulle difese italiane in due giorni, prima che i rinforzi britannici potessero raggiungere l'isola. Nel settembre 1943 dopo due mesi dalla resa della guarnigione italiana le truppe britanniche sbarcarono sulle isole di Samo, Lero e Coo. Kleemann con la sua unità lanciò un contrattacco con il quale in due mesi riuscì a sopraffare le tre guarnigioni britanniche sulle rispettive isole.
Dal 27 novembre 1944 all'8 maggio 1945 fu comandante del Panzerkorps Feldherrnhalle sul fronte orientale. Il corpo corazzato partecipò ai combattimenti in Ungheria e venne completamente distrutto nell'Assedio di Budapest.